# موسى هارت
موسى هارت هو شخصية أعمال كندي، ولد في 26 نوفمبر 1768 في تروا ريفيير في كندا، وتوفي بنفس المكان في 15 أكتوبر 1852.